# SNK - Demòcrates Europeus
SNK - Demòcrates Europeus (txec SNK - Evropští Demokraté) és un partit polític de la República Txeca dirigit per Helmut Dohnálek. El primer president d'aquest partit va ser Jana Hybášková. Fou creat el gener de 2006 de la unió de dos petits partits: SNK Unió d'Independents (SNK sdružení nezávislých) dirigit per l'ex ministre d'afers exteriors Josef Zieleniec, i Demòcrates Europeus (Evropští demokraté) dirigit per l'antic alcalde de Praga Jan Kasl.

## Demòcrates Europeus
Demòcrates Europeus es va fundar l'estiu de 2002 per l'exalcalde de Praga Jan Kasl. Va renunciar al seu càrrec en protesta per la política del Partit Democràtic Cívic al govern municipal. Va ser fundat sobretot com un partit de Praga i a les eleccions municipals de 2002 va obtenir 15 escons. Fou la segona força política a la ciutat. El 2004 va obtenir un senador. Kasl fou el seu cap fins a la fusió amb el SNK el 2006. Es van presentar plegats a les eleccions europees de 2004 i van obtenir tres eurodiputats: Josef Zieleniec, Jana Hybášková i Tomáš Zatloukal.

## Resultats electorals

### Eleccions legislatives
| Any  | Vots                | %                   | Escons  | +/- |
| ---- | ------------------- | ------------------- | ------- | --- |
| 2002 | 132,699             | 2.78                | 0 / 200 | Nou |
| 2006 | 111,724             | 2.09                | 0 / 200 | =   |
| 2010 | Dins de VV          | Dins de VV          | 3 / 200 | 3   |
| 2013 | Dins de Soukromníci | Dins de Soukromníci | 0 / 200 | 3   |
| 2017 | Dins de STAN        | Dins de STAN        | 0 / 200 | =   |
| 2021 | Dins de SPOLU       | Dins de SPOLU       | 0 / 200 | =   |